# Коврей Віктор Юлійович
Вік Коврей (Коврей Віктор Юлійович / Vik Kóré; (нар. 28 вересня 1985, Ужгород) — український поет, прозаїк, культуртрегер, журналіст, громадський діяч.

## Життєпис
Лауреат Закарпатської обласної літературної премії «Дебют» (2008), Премії ім. св. Альфонса Лігуорі (2009), видавництва «Смолоскип» (2015). Засновник НЛО «Ротонда» (голова з 2006 по 2016), голова Закарпатського ГМО "Асамблея Митців «Ротонда» (2009—2016) — генератор ідей, щодо основних їхніх вилазок (цвинтарні декламації, інші мистецькі акції).
Організатор артперфомансів «Начхати на авангард (осінні медитації)»(2006), «Літературний голодомор», «Культовий постмодерн (зимові медитації)», а також щорічного мистецького фестивалю в Ужгороді «Березневі коти» (з 2006 по 2016, з 2017 року — почесний президент), 4-х міждисциплінарних (поезія-малярство-музика) синтез-проектів «Екле».
Укладач альманаху молодіжного фронту мистецтв «Карпатська саламандра» (2008), збірки присвяченій П. Мідянці «Ротонда в Поета» (2009), антології ЕротАртФесту «Березневі коти» (2010), II антології АртФесту «Березневі коти» (2017), редактор ІО (інформаційного об'єкту «мистецький журнал») «Аорта».
Співзасновник неформального об'єднання «Ужвегклуб» (з 2011 до 2016 — голова) та ужгородського «Екоклуб» (2011).
Організатор та учасник багатьох екологічних та зоозахисних і веганських, вегетаріанських, сироїдських заходів у м. Ужгороді, Закарпатті, м. Київ.

### Освіта
1. 1 2 3  Чеська національна авторитетна база даних

Закінчив УЗОШ І-ІІІст. № 6 ім. Ґренджі-Донського, Ужгородський університет, філологічний факультет (українська мова та література). Працював вантажником, кур'єром, демонстратором пластичних поз, офіс-менеджером, вчителем української мови та літератури у двомовній школі с. Шишлівці (Ужгородський район), в угорських школах с. Мала Добронь та в ужгородській школі І-ІІІ ступенів № 10 з угорською мовою навчання iм. Дойко Ґабора. Займається громадською діяльністю (культура, екологія, ЗСЖ, зоозахист, веганство). З 2012 р. працює в Міністерстві культури України відділ мовної політики. Живе м. Києві.

### Поезія
- «Чарівні пута» (2008), у співпраці з художницею Оленою Кондратюк;
- «ManWomanBlackout» (2011), у співпраці з художником Робертом Саллером;
- Створив три поетичні недруковані збірки: «Призма дальтоніка (рапсодія ахроматії)» (2004), «Тіло (симфонія астральності)» (2006), «Вічноосінь (фуга волошковості)» (2007), які поширювалися гутенбергно (самвидав).
- «Коли ще люди говорили» (2015)